# Australia's Next Top Model (mùa 2)
Australia's Next Top Model, Mùa thi 2 là chương trình thứ hai của loạt chương trình Australia's Next Top Model. Mùa thi năm nay bắt đầu phát sóng từ ngày 11 tháng 1, 2006 với 13 cô gái được tuyển chọn từ mọi miền nước Úc. Họ phải cạnh tranh với nhau trong 8 tuần liên tục để giành danh hiệu Australia's Next Top Model năm 2006.
Số lượng thí sinh được nâng lên con số 13, tăng 3 so với mùa thi trước. Mùa thi này không tổ chức ghi hình quốc tế. Các thí sinh được chọn tụ họp tại thành phố Sydney và bắt đầu cuộc thi.
Kết quả cuộc thi, Eboni Stocks, 19 tuổi từ Tasmania được chọn trở thành người chiến thắng. Cô giành được các giải thưởng cho mùa này bao gồm:
- 1 hợp đồng người mẫu với Chic Model Management trong 2 năm
- 8 trang biên tập trong tạp chí Cleo
- 1 hợp đồng thương hiệu cho Napoleon Perdis trong 1 năm
- 1 chuyến đi tới New York để gặp quản lí của NEXT Model Management cùng tiền mặt trị giá $1.000
- 1 túi quà tặng từ đồ ngủ Lovable trị giá $1.500
- 1 chiếc điện thoại di động Samsung E530.

## Quảng cáo cho chương trình
Trước khi chương trình được phát sóng, 12 trong số 13 thí sinh đã tham gia một chương trình quảng cáo trong Clip Don't Cha của Pussycat Dolls. Trong đoạn quảng cáo, các cô gái được phân vào các môn thể thao riêng biệt nhằm thể hiện chủ đề 'Cuộc chơi bắt đầu' ('Game On'). Eboni - người chiến thắng mùa thi không tham gia ghi hình nên người chiến thắng mùa trước, Gemma Sanderson, đóng thế và sau đó các biên tập viên ghép khuôn mặt của Eboni vào clip. Đầu đoạn clip, người xem có thể dễ dàng nhận ra gương mặt của Gemma.
| Thí sinh  | Môn thể thao       |
| --------- | ------------------ |
| Caroline  | Trượt Patin 4 bánh |
| Eboni     | Bóng đá Mỹ         |
| Hiranthi  | Cricket            |
| Jessica   | Bóng chày          |
| Lara      | Múa cổ động        |
| Louise    | Bóng đá Australia  |
| Madeleine | Quyền Anh          |
| Natalie   | Múa cổ động        |
| Rebecca   | Bóng bàn           |
| Sarah     | Thể hình           |
| Sasha     | Bóng chuyền        |
| Simone    | Tennis             |
| Sophie    | Khúc côn cầu       |

## Các thí sinh
Độ tuổi tính từ ngày dự thi)
| Thí sinh              | Tuổi | Chiều cao               | Quê quán  | Bị loại ở | Hạng        |
| --------------------- | ---- | ----------------------- | --------- | --------- | ----------- |
| Sasha Greenoff        | 22   | 1,77 m (5 ft 9+1⁄2 in)  | Darwin    | Tập 1     | 13          |
| Natalie Guiffre       | 19   | 1,79 m (5 ft 10+1⁄2 in) | Perth     | Tập 1     | 12-11       |
| Rebecca Pian          | 18   | 1,80 m (5 ft 11 in)     | Melbourne | Tập 1     | 12-11       |
| Sophie Miller         | 18   | 1,80 m (5 ft 11 in)     | Brisbane  | Tập 2     | 10          |
| Sarah Lawrence        | 19   | 1,80 m (5 ft 11 in)     | Perth     | Tập 3     | 9           |
| Hiranthi Warusevitane | 21   | 1,70 m (5 ft 7 in)      | Canberra  | Tập 4     | 8           |
| Caroline Mouflard     | 18   | 1,75 m (5 ft 9 in)      | Sydney    | Tập 5     | 7 (bỏ cuộc) |
| Lara Cameron          | 18   | 1,70 m (5 ft 7 in)      | Perth     | Tập 5     | 6           |
| Louise Van Brussel    | 20   | 1,77 m (5 ft 9+1⁄2 in)  | Adelaide  | Tập 6     | 5           |
| Madeleine Rose        | 18   | 1,75 m (5 ft 9 in)      | Sydney    | Tập 7     | 4           |
| Simone Viljoen        | 19   | 1,74 m (5 ft 8+1⁄2 in)  | Canberra  | Tập 8     | 3           |
| Jessica French        | 20   | 1,78 m (5 ft 10 in)     | Brisbane  | Tập 8     | 2           |
| Eboni Stocks          | 19   | 1,83 m (6 ft 0 in)      | Hobart    | Tập 8     | 1           |

## Các tập phim

### Tập 1: Models 24/7
Lên sóng: 4 tháng 1 năm 2006
12 cô gái mới đã được gặp nhau tại Sydney vào lúc 6 giờ sáng để bắt đầu cuộc thi. Sau đó, họ được gặp Erika tại sân bay quân sự Holsworthy Barracks và đã có một buổi vượt chướng ngại vật của quân đội Úc, khi họ vượt qua những chướng ngại vật và kết thúc bằng một buổi chụp hình đơn giản trong trang phục quân đội sau khi vượt qua hết các chứng ngại vật. Nhưng họ không biết rằng là Erika và ban giám khảo đã bí mật theo dõi họ qua máy quay để kiểm tra tiềm năng của họ, trước khi Erika gây sốc cho các cô gái rằng sẽ có 1 người bị loại ngay lúc này. Kết quả là Caroline & Sasha là 2 người thể hiện kém nhất theo ban giám khảo, và Sasha là người đầu tiên bị loại khỏi cuộc thi. Sau đó, những cô gái còn lại được di chuyển tới căn hộ của mình và họ lại nhận được một bất ngờ khi họ sẽ có thêm một thí sinh nữa để thay thế Sasha thi đấu trong cuộc thi là Madeleine. Ngày hôm sau, Erika tới gặp các cô gái để nói về ý nghĩa của việc Madeleine thay thế Sasha, trước khi họ được kiểm tra số đo cơ thể của mình với huấn luyện viên Adam Hill và có một buổi tập thể dục tại hồ bơi căn hộ với vận động viên bóng bầu dục Craig Wing.
Ngày tiếp theo, họ được đưa tới trường dạy nhảy Latin Motion cho một buổi học catwalk với giám khảo Victoria và người mẫu Michael Boyd, trước khi họ đã có thử thách trình diễn thời trang trong áo tắm cho giày AJ Shoes. Kết quả là Eboni chiến thắng thử thách và cô chọn Sarah để cùng nhận thưởng là một buổi huấn huyện catwalk riêng với Victoria và Michael. Sau đó, họ được mời tham dự một bữa tiệc thảm đỏ của công chiếu phim "Wild Safari 3D: A South African Adventure" tại rạp chiếu phim IMAX. Ngày hôm sau, họ được đưa tới Pioneer Studios Annex cho buổi chụp hình đầu tiên khi họ phải tạo dáng khỏa thân trong khi mặc trên người một bộ đồ làm bằng trang sức. Buổi chụp hình đã gây một chút khó khăn cho một số cô gái và đặc biệt là Hiranthi khi cô gần như muốn từ chối được khỏa thân, nhưng cuối cùng thì cô đã tham gia vào buổi chụp hình. Quay về căn hộ, họ đã tổ chức tiệc tùng và chuyện đã xấu đi khi Lara cố tình tạo lông mày của Hiranthi khi cô đang ngủ. Vào buổi đánh giá đầu tiên ở ngày kế tiếp với sự xuất hiện của giám khảo khách mời là Jayne Wild, họ đã có thử thách catwalk theo nhạc. Kết quả là Eboni có tấm hình đẹp nhất còn Natalie & Rebecca rơi vào cuối bảng nhưng sau đó thì Erika thông báo rằng là cả 2 đều là thí sinh tiếp theo bị loại.
- Nhiếp ảnh gia: Dean Tirkot
- Khách mời đặc biệt: Adam Hill, Craig Wing, Michael Boyd, Andrea Tan, Joen Tan, Jayne Wild

### Tập 2: The Girl That Starts A Romance
Lên sóng: 11 tháng 1 năm 2006
10 cô gái còn lại được đưa tới tiệm salon Wildlife Hair để nhận diện mạo mới của mình. Sau đó, Jessica được nhận một chiếc kẹp duỗi tóc từ GHD vì là người có thái độ chuyên nghiệp nhất trong buổi thay đổi diện mạo mới. Ngày hôm sau, họ được đưa tới học viện trang điểm Napoleon Perdis cho một buổi học trang điểm từ chuyên gia trang điểm Emanuel Perdis. Sau đó, họ được gặp Alex tại khách sạn Hilton và được học cách giao tiếp với người khác, trước khi họ được chia thành cặp và phải tự làm tóc, trang điểm và phối đồ trong 3 phút cho thử thách giao tiếp với những người trong giới thời trang, trong khi họ không biết rằng là họ sẽ bị diễn viên Beau Brady đang đóng giả thành một nhiếp ảnh gia làm khó họ. Kết quả là Jessica chiến thắng thử thách và cô chọn Madeleine để cùng nhận thưởng là được tham dự bữa tiệc Bachelor of the Year của tạp chí Cleo tại Melbourne.
Ngày tiếp theo, các cô gái được đưa tới một rạp xiếc cho buổi chụp hình tiếp theo cho đồ lót Loveable, khi họ sẽ phải tạo dáng chung với 2 diễn viên xiếc. Ngày hôm sau, trong khi Jessica & Madeleine đi tham dự bữa tiệc ở Melbourne thì quản gia cũa khách sạn Hilton, Leonie Looser, đến gặp những cô gái còn lại và yêu cầu họ dọn dẹp toàn bộ căn hộ. Ngày kế tiếp, họ đã có một buổi tập thể dục với huấn luyện viên Adam Hill. Sau đó, các cô gái đã có một buổi chỉnh lông mày và một bữa tối với quán quân mùa trước, Gemma Sanderson. Vào buổi đánh giá ở ngày hôm sau với sự xuất hiện của giám khảo khách mời là Emanuel Perdis, họ đã có thử thách trang điểm theo phong cách kịch tính. Kết quả là Madeleine có tấm hình đẹp nhất còn Sophie là thí sinh tiếp theo bị loại.
- Nhiếp ảnh gia: Marc Debman
- Khách mời đặc biệt: Jayne Wild, Emanuel Perdis, Beau Brady, Nedahl Stelio, Leonie Looser, Mark McVeigh, Andrew Welsh, Adam Hill, Sharon-Lee Hamilton, Gemma Sanderson

### Tập 3: Letting Out Emotions
Lên sóng: 18 tháng 1 năm 2006
9 cô gái còn lại được đưa tới học viện nghệ thuật NIDA cho một buổi học về diễn xuất với thầy dạy diễn xuất Mark Gaal, diễn viên hài Cameron Knight & Rebecca De Unamuno. Sau đó, họ đã có một ngày thư giãn trên du thuyền với 4 chàng trai từ Bachelor of the Year của tạp chí Cleo. Ngày hôm sau, họ đã có một buổi tập thể dục với huấn luyện viên Adam Hill. Sau đó, họ được gặp Cameron & Rebecca tại một quán bar cho thử thách diễn hài trước khán giả khi mỗi người phải chơi một loạt các trò chơi bao gồm chơi đùa với cánh tay và cơ thể của mình. Kết quả là Lara được bình chọn là diễn viên hài xuất sắc nhất và cô chọn Eboni & Sarah để cùng xuất hiện trong chiến dịch quảng cáo cho kem đánh răng Macleans, trong khi những cô gái còn lại sẽ phải giúp đỡ đoàn quay quảng cáo vào 2 ngày sau.
Ngày tiếp theo, Erika đến gặp các cô gái tại căn hộ cho một buổi làm móng và từng người một đã có một buổi nói chuyện riêng với Erika. Ngày kế tiếp, họ đã có buổi chụp hình tiếp theo hóa thân thành diễn viên phim cổ điển, trong khi họ phải thể hiện một biểu cảm khác nhau và sẽ được Erika chỉ dẫn trong suốt buổi chụp hình. Nhưng trước khi buổi chụp hình diễn ra, chương trình đã mở máy tỏa khói khiến cho hiều lầm xảy ra khi đoàn xe cứu hỏa được gọi tới để dập lửa. Vào buổi đánh giá ở ngày hôm sau với sự xuất hiện của giám khảo khách mời là Mark Gaal, họ đã có thử thách diễn xuất với một món đồ bất kì. Kết quả là Louise có tấm ảnh đẹp nhất còn Sarah là thí sinh tiếp theo bị loại.
- Nhiếp ảnh gia: Georges Antoni
- Khách mời đặc biệt: Mark Gaal, Cameron Knight, Rebecca De Unamuno, Justin Hemmes, Christina Fitzgerald, Adam Hill, Connor Beaver

### Tập 4: Getting Back To Basics
Lên sóng: 25 tháng 1 năm 2006
8 cô gái còn lại được gặp Erika và nhà thám hiểm Tim Jarvis tại thung lũng Glenworth cho một ngày đi thám hiểm trong rừng, trước khi Tim để cho họ làm việc cùng nhau để tự tìm đường đến chổ cắm trại qua đêm của mình. Ngày hôm sau, Tim đến gặp lại họ và Eboni không may đã phải nhập viện sau khi cô cảm thấy lưng mình bị co thắt. Sau đó, họ đã được trải nghiệm leo xuống một vách đá. Các cô gái sau đó đã biết được là một thám hiểm này là thử thách để kiểm tra những điều cơ bản để trở thành một người mẫu. Kết quả là Simone chiến thắng thử thách và cô chọn Caroline & Louise để nhận thưởng là một buổi mát xa và được ở qua đêm tại xe RV sang trọng, trong khi những cô gái còn lại sẽ phải qua đêm tại khu cắm trại một lần nữa. Sau đó, stylish của chương trình Carl Reeves đã thân mật với Madeleine ở trong lều và đồng thời anh còn bị Caroline đe dọa sẽ kiện anh vì anh đã cố hôn cô khi cô đang ngủ trong xe.
Ngày tiếp theo, các cô gái đã được vệ sinh cá nhân và sau đó đã có buổi chụp hình tiếp theo hóa thân thành những người phụ nữ bản xứ thời xưa của Úc, trong khi họ sẽ tạo dáng cùng với động vật. Trong khi họ đang làm tóc và trang điểm, Eboni đã quay lại từ bệnh viện để tiếp tục cuộc thi và stylish Carl Reeves đã buộc phải rời khỏi trường quay vì rắc rối ngày hôm qua. Sau đó, họ đã được quay về căm hộ của mình. Ngày hôm sau, họ đã có một ngày giải trí trong quán bar với nhóm nhạc Thirsty Merc. Vào buổi đánh giá ở ngày kế tiếp với sự xuất hiện của giám khảo khách mời là Nick Leary, họ đã có thử thách tạo dáng với một con trăn. Kết quả là Madeleine có tấm ảnh đẹp nhất còn Hiranthi là thí sinh tiếp theo bị loại.
- Nhiếp ảnh gia: Nick Leary
- Khách mời đặc biệt: Tim Jarvis, Carl Reeves, Rai Thistlethwayte, Phil Stack, Sean Carey

### Tập 5: The Girl That Had Back Pains
Lên sóng: 1 tháng 2 năm 2006
Sau khi Hiranthi bị loại, Caroline đã quyết định dừng cuộc thi vì cảm thấy áp lực trong cuộc thi. Sau đó, 6 cô gái còn lại được gặp huấn luyện viên Adam Hill và vận động viên bơi lội Elka Graham tại câu lạc bộ bơi Bondi Iceberg cho một buổi bơi lội. Trong khi buổi tập diễn ra, Eboni đã phải tới bệnh viện vì bị liệt dây thần kinh cánh tay phải của mình. Họ sau đó được đưa tới trường dạy nhảy Latin Motion cho một buổi học nhảy vũ đạo với người mẫu Michael Boyd. Quay về cân hộ, Erika đến gặp những người còn lại để nói về chuyện xảy ra của Caroline & Eboni, trước khi có một bữa tối với Erika và được nhận một tin nhắn từ người mẫu Alyssa Sutherland về lời khuyên cho cơ thể của mình. Ngày hôm sau, Eboni được quay về căn hộ trong khi bác sĩ Richard Parkinson vẫn còn lo lắng cho sức khỏe của cô.
Ngày tiếp theo, họ được đưa tới của hàng thời trang Myer cho thử thách tạo dáng cho áo tắm Tigerlily, trong khi họ phải hóa thân thành manơcanh trong 20 phút trước cửa kính của cửa hàng. Kết quả là Madeleine chiến thắng thử thách và cô chọn Louise để cùng nhận thưởng là một buổi nói chyện với nhà thiết kế của Tigerlily Jodhi Meares, trong khi những cô gái còn lại sẽ phải làm bữa tối. Trong khi đó, Eboni suy sụp khi biết được rằng cô sẽ phải nhập viện một vài ngày để chữa trị. Ngày hôm sau, các cô gái được đưa tới một bãi biển cho một buổi học lướt ván với tay lướt ván Mick O'Rafferty. Ngày kế tiếp, Erika đến thăm Eboni tại bệnh viện để thăm hỏi tình hình. Trong khi đó, các cô gái được quay lại bãi biển cho buổi chụp hình tiếp theo cho áo tắm Azzolini, khi họ phải tạo dáng cùng với một người mẫu nam và một thí sinh khác. Vào buổi đánh giá ở ngày hôm sau với sự xuất hiện của giám khảo khách mời là Jodhi Meares, họ đã có thử thách trình diễn thời trang trong áo tắm Tigerlily. Kết quả là Simone có tấm ảnh đẹp nhất còn Lara là thí sinh tiếp theo bị loại.
- Nhiếp ảnh gia: Simon Upton
- Khách mời đặc biệt: Adam Hill, Elka Graham, Michael Boyd, Alyssa Sutherland, Richard Parkinson, Tracy Baker, Jodhi Meares, Mick O'Rafferty

### Tập 6: Oh-My Cleo
Lên sóng: 8 tháng 2 năm 2006
4 cô gái còn lại được gặp Erika và đã được trải nghiệm leo lên đỉnh của Cầu Cảng Sydney, mà không biết rằng họ đang bị một nhiếp ảnh gia chụp lén. sau đó, họ bất ngờ khi gặp lại Eboni vì cô sẽ quay lại cuộc thi. 5 cô gái còn lại sau đó được đưa tới công ty truyền thông The Arc Factory cho một buổi học về cách đối mặt với truyền thông với Peter Metzner và người mẫu Kate Fischer. Quay về căn hộ, huấn luyện viên Adam Hill bất ngờ tới gặp họ cho một buổi chạy bộ. Ngày hôm sau, họ được di chuyển tới của trụ sở của kênh Sky News Australia cho thử thách phỏng vấn với phóng viên Natalie Michaels, khi họ phải trả lời những câu hỏi rắc rối liên quan tới thời gian của họ trong cuộc thi. Kết quả là Simone chiến thắng thử thách và cô chọn Eboni & Louise để cùng nhận thưởng là được xuất hiện trong buổi trình diễn thời trang cho sự kiện GHD Pink của hội từ thiện National Breast Cancer Foundation trong 2 ngày tới, trong khi Jessica & Madeleine sẽ phải giúp đỡ ở đằng sau hậu trường của buổi trình diễn thời trang.
Ngày tiếp theo, các cô gái đã có một buổi học nấu ăn với đầu bếp Peter Evans. Ngày kế tiếp, họ được đưa tới sân vận động Central Coast cho buổi chụp hình tiếp theo cho 5 trang biên tập của tạp chí Cleo, trong khi họ phải tạo dáng cùng với đội bóng đá của câu lạc bộ Central Coast Mariners. Vào buổi đánh giá ở ngày hôm sau với sự xuất hiện của giám khảo khách mời là Nedahl Stelio, họ đã có thử thách hóa thân thành người dẫn chương trình sự kiện trong khi đọc lời thoại trên màn hình trình chiếu nhanh nhất có thể. Kết quả là Eboni có tấm ảnh đẹp nhất còn Louise là thí sinh tiếp theo bị loại.
- Khách mời đặc biệt: Richard Parkinson, Peter Metzner, Kate Fischer, Adam Hill, Natalie Michaels, Peter Evans, Victoria Tullock, Jo Ferguson, Nedahl Stelio

### Tập 7: Fashion 1.1
Lên sóng: 15 tháng 2 năm 2006
4 cô gái còn lại bất ngờ khi thấy Erika đang hát tại một studio thu âm, trước khi họ có một buổi học marketing khi Erika phỏng vấn họ. Sau đó, họ được đưa tới quản lí người mẫu Chic Model Management để tìm hiểu thêm về marketing từ Kathy Ward. Quay về căn hộ, họ được học cách phối đồ theo phong cách của mình từ 2 stylish là Jo Ferguson & Dianne Taylor và được học thêm về cách trang điểm từ chuyên gia trang điểm Napoleon Perdis. Ngày hôm sau, họ được đưa tới tiệm quần áo Mister Stinky và đã phải phối đồ theo phong cách của mình chỉ với $200, trước khi họ được chia cặp cho thử thách casting cho 3 nơi: Carla Zampatti, Camila & Marc và Wayne Cooper. Kết quả là Eboni chiến thắng thử thách và cô chọn Simone để cùng nhận thưởng là một bộ váy từ Wayne Cooper và được quay về căn hộ bằng xe limô, trong khi Jessica & Madeleine sẽ phải tự đi bộ về căn hộ.
Ngày tiếp theo, họ đã được đi ăn trưa tại một nhà hàng cùng với phóng viên Antonia Kidman, trước khi được tham dự bữa tiệc của hội từ thiện Fashion Targets Breast Cancer. Ngày hôm sau, họ được đưa tới Pioneer Studios Annex cho buổi chụp hình tiếp theo cho Venus Gillette, khi họ sẽ mang trên người những đôi giày cao gót của Terry Biviano trong khi bị treo lên không với những sợi dây thừng xung quanh họ. Sau đó, họ được đưa gặp nhà sản xuất chương trình Ashleigh Swift tại hộp đêm Arq Sydney cho một buổi trình diễn thời trang với những drag queen trước mặt khán giả, Simone là người làm tốt nhất trong thử thách này. Vào buổi đánh giá ở ngày kế tiếp với sự xuất hiện của giám khảo khách mời là Napoleon Perdis, họ đã có thử thách thuyết phục Napoleon và ban giám khảo vì sao họ nên trở thành gương mặt đại diện cho Napoleon Perdis. Kết quả là Jessica có tấm ảnh đẹp nhất còn Madeleine là thí sinh tiếp theo bị loại.
- Nhiếp ảnh gia: Liz Hahn
- Khách mời đặc biệt: Ursula Hufnagl, Kathy Ward, Jo Ferguson, Dianne Taylor, Napoleon Perdis, Bianca Spender, Camila Freeman-Topper, Marc Freeman, Wayne Cooper, Antonia Kidman, Terry Biviano, Ashleigh Swift, Chelsea Bun, Courtney Act, Minnie Cooper, Kitty Glitter, Vanity Fair

### Tập 8: The Girl Who Becomes Australia's Next Top Model
Lên sóng: 22 tháng 2 năm 2006
3 cô gái còn lại đã có một buổi thử đồ tại cửa hàng thời trang của nhà thiết kế Charlie Brown. Ngày hôm sau, họ đã có buổi chụp hình cuối cùng là ảnh chân dung vẻ đẹp cho mỹ phẩm Napoleon Perdis. Sau đó, họ đã có một buổi casting cho 2 nơi: Tight Knickers và Nookie. Ngày tiếp theo, họ được đưa tới Clarins Beauty Studio cho một buổi mát xa. Vào buổi đánh giá với sự xuất hiện của giám khảo khách mời là Nick Leary, Eboni là thí sinh vào chung kết đầu tiên, Jessica là thí sinh tiếp theo còn Simone là thí sinh cuối cùng bị loại.
Ngày hôm sau, Erika đến gặp Eboni & Jessica tại căn hộ cho một buổi nói chuyện, trước khi họ phải thu dọn hành lí và rời khỏi căn hộ vì họ sẽ được di chuyển bằng xe limô tới phòng hạng sang của khách sạn Hilton để tận hưởng qua đêm. Sau đó, họ được di chuyển tới quán bar Cargo cho buổi trình diễn thời trang cuối cùng cho 2 nhà thiết kế là Tight Knickers và Nookie. Ngày kế tiếp, Eboni & Jessica đã được trải nghiệm đi bộ trên đỉnh của Tháp Sydney, trước khi nhận được bất ngờ là bạn trai của họ đến thăm mình và họ đã có một bửa trưa với nhau tại một nhà hàng, Trong khi đó, ban giám khảo đang hội ý về toàn bộ quá trình của 2 cô gái. Vào buổi đánh giá cuối cùng, Eboni chính là quán quân mùa thứ hai của Australia's Next Top Model.
- Nhiếp ảnh gia: Nick Leary
- Khách mời đặc biệt: Charlie Brown, Jonathan Pease, Jesse Margolis, Nikita Semak

### Tập 9: Reunited and Exposed
Lên sóng: 1 tháng 3 năm 2006
13 thí sinh của mùa giải này (trừ Eboni do cô phải nhập viện) đã tái hợp với nhau để nói lên cảm nhận của họ trong cuộc thi và những cảnh quay chưa được tiết lộ sẽ được phát sóng.

## Tổng kết

### Thứ tự gọi tên
| Thứ tự | Tập             | Tập       | Tập       | Tập       | Tập       | Tập       | Tập       | Tập     | Tập     |
| Thứ tự | 1               | 2         | 3         | 4         | 5         | 6         | 7         | 8       | 8       |
| ------ | --------------- | --------- | --------- | --------- | --------- | --------- | --------- | ------- | ------- |
| 1      | Eboni           | Madeleine | Louise    | Madeleine | Eboni     | Eboni     | Jessica   | Eboni   | Eboni   |
| 2      | Caroline        | Simone    | Madeleine | Simone    | Simone    | Simone    | Eboni     | Jessica | Jessica |
| 3      | Jessica         | Jessica   | Lara      | Eboni     | Madeleine | Jessica   | Simone    | Simone  |         |
| 4      | Simone          | Eboni     | Simone    | Lara      | Louise    | Madeleine | Madeleine |         |         |
| 5      | Louise          | Lara      | Caroline  | Louise    | Jessica   | Louise    |           |         |         |
| 6      | Lara            | Caroline  | Eboni     | Jessica   | Lara      |           |           |         |         |
| 7      | Hiranthi        | Louise    | Hiranthi  | Caroline  | Caroline  |           |           |         |         |
| 8      | Madeleine       | Hiranthi  | Jessica   | Hiranthi  |           |           |           |         |         |
| 9      | Sophie          | Sarah     | Sarah     |           |           |           |           |         |         |
| 10     | Sarah           | Sophie    |           |           |           |           |           |         |         |
| 11     | Natalie Rebecca |           |           |           |           |           |           |         |         |
| 12     | Natalie Rebecca |           |           |           |           |           |           |         |         |
| 13     | Sasha           |           |           |           |           |           |           |         |         |

     Thí sinh được miễn loại
     Thí sinh bị loại.
     Thí sinh bị loại trước khi đánh giá.
     Thí sinh dừng cuộc thi.
     Thí sinh chiến thắng cuộc thi.
- Trong tập 1, Sasha đã bị loại bởi nhóm Australian Corporal, sau khi được gọi là người tệ nhất trong một chướng ngại vật.
- Cũng trong tập 1, Natalie & Rebecca bị loại trong loại kép.
- Trong tập 5, Caroline bỏ cuộc vào đầu tập, và Eboni tạm thời rút khỏi cuộc thi vì chấn thương.
- Trong tập 6, Eboni đã được tham gia lại vào cuộc thi.

### Buổi chụp ảnh
- Tập 1: Khoả thân cùng trang sức
- Tập 2: Đồ lót gợi cảm trong rạp xiếc
- Tập 3: Ảnh trắng đen cảm xúc của diễn viên phim cổ điển
- Tập 4: Người phụ nữ bản xứ của Úc với động vật
- Tập 5: Ảnh trắng đen áo tắm ở bãi biển với người mẫu nam và thí sinh khác cho Azzolini
- Tập 6: Trang biên tập cho Cleo
- Tập 7: Những đôi giày lơ lửng của Terry Biviano
- Tập 8: Ảnh chân dung cho Napoleon

### Thay đổi vẻ ngoài
- Caroline: Nhuộm vàng óng, thêm gợn
- Eboni: Cắt lớp và tỉa hai bên
- Hiranthi: Làm tóc bồng bềnh và thêm xoăn
- Jessica: Tóc tém cân đối
- Lara: Cắt ngắn và nhuộm nâu
- Louise: Nhuộm cam cháy
- Madeleine: Tóc ngắn tinh nghịch và nhuộm vàng lạnh
- Sarah: Cắn ngắn 5 inch, uốn xoăn
- Simone: Dài ngang vai
- Sophie:Nhuộm vàng dâu và cắt góc

## Tai tiếng
Đầu chương trình, thí sinh Sasha Greenoff bị loại & Madeleine Rose thay thế vị trí của cô trong khi không tham gia thử thách trước đó như các cô gái khác. Tuần thứ 5, Eboni phải bỏ lỡ cuộc thi vì lý do sức khoẻ nhưng tuần thi tiếp theo cô được phép trở lại cuộc thi dù không tham gia chụp ảnh tuần trước.
Sau khi chương trình được phát sóng, Madeleine, Jessica, Caroline & Simone tiếp tục sự nghiệp người mẫu. Eboni ký hợp đồng với Elite Modeling Agency (Úc) sau khi bị đuổi việc tại Chic Management. Hiện tại, cô đang làm nhân viên bán hàng tại một cửa hàng giày, và nhiều người cho rằng cô đồng thời đang phục vụ trong một nhà hàng.
Caroline ký hợp đồng với Chic management nhưng sau đó từ chối với lý do theo đuổi việc học. Cô đang theo học tại Đại học công nghệ tại Sydney và chuẩn bị lấy bằng cử nhân Luật và cử nhân y tế. Tháng 01 2008, Caroline chuyển đến Los Angeles tham gia vào NEXT model management.
Gần đây Eboni vừa ký hợp đồng với Scene Model Management.